# Peridiscaceae
Peridiscaceae је фамилија дикотиледоних биљака из реда Saxifragales. Обухвата 4 рода са 11 врста. Фамилија је распрострањења у тропским деловима Јужне Америке и западне Африке.
Фамилија Peridiscaceae је до 2009. године обухватала само два јужноамеричка рода, Peridiscus и Whittonia, оба представљена са по једном врстом. Whittonia се данас сматра изумрлим родом, јер је позната само из хербарског примерка, а потрага за врстом Whittonia guayanensis 2006. године није уродила плодом. Резултати добијени методама молекуларне систематике у фамилију су убројали и западноафричке родове, а овако широко схватање фамилије Peridiscaceae објављено је и у оквиру APG III класификационе схеме скривеносеменица.